# Karlsberg

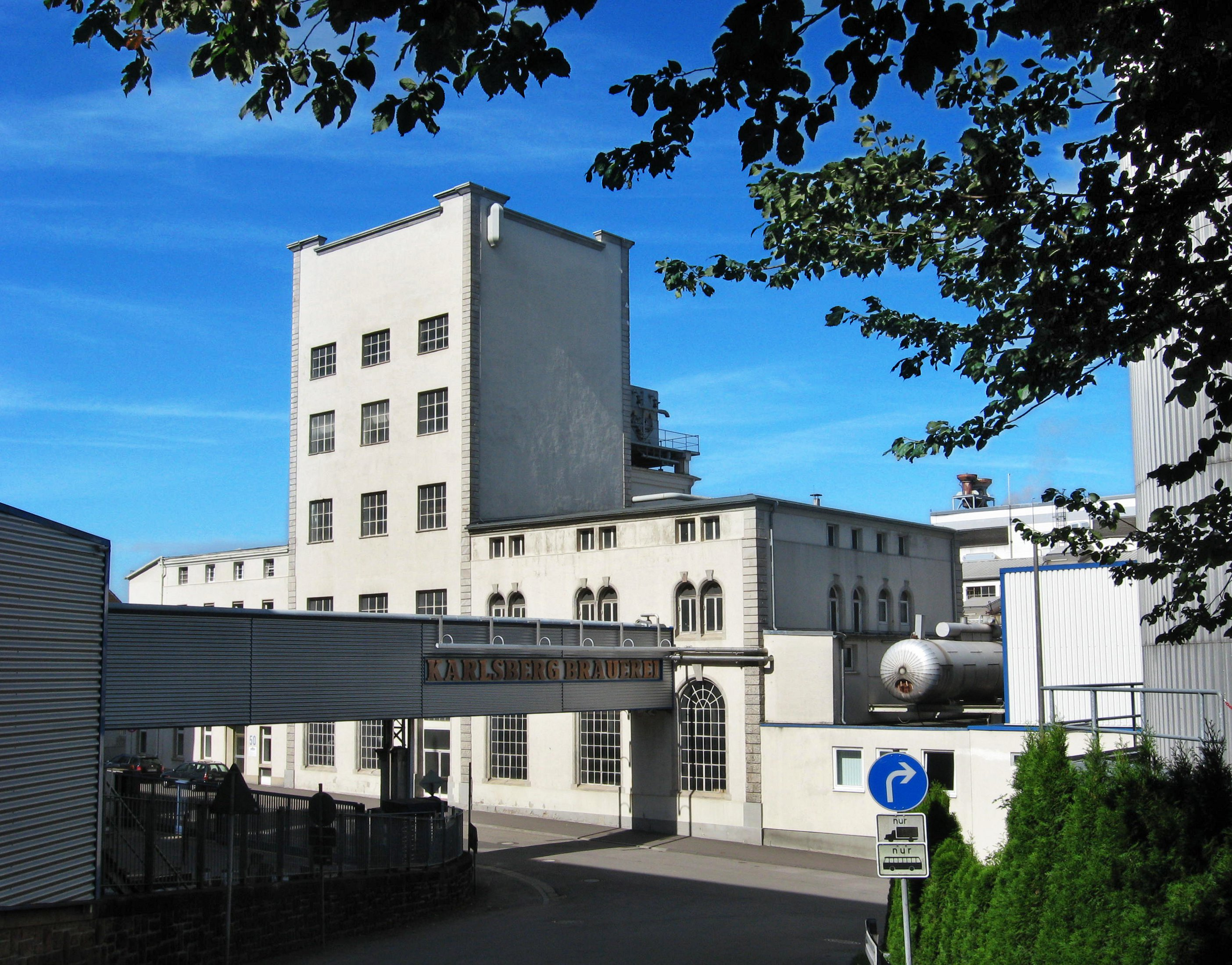
Vista de la parte antigua de la fábrica, en la calle Karlsberg

Karlsberg es una de las mayores empresas fabricantes de cervezas de Alemania; el Grupo Karlsberg es también propietario de otras marcas de cerveza. Fuera de Alemania es denominada Karlsbräu para diferenciarse de la cervecera danesa Carlsberg.

## Historia
Fundada en el año 1878 en la ciudad de Homburgo, Sarre. La fábrica tomó su nombre de la colina y el castillo cercanos (el castillo se construyó en el año 1755 y fue destruido más tarde por tropas revolucionarias francesas). La propiedad de Karlsberg ha sido transmitida a través de generaciones. Richard Weber, bisnieto del fundador de la fábrica, fue el presidente de la compañía hasta julio de 2008, cuando pasaron a formar parte de la cúpula directiva su hijo Christian Weber como Director de desarrollo de negocio, Ulrich Grundmann como Director de marketing y distribución y Hans-Georg Eils como Director técnico y de logística.

## Marcas
Las marcas más importantes que comercializa Karlsberg son Karlsberg, Beckers, Ottweiler y Kasteel que incluye Kasteel Cru, una lager elaborada en las instalaciones que el grupo posee en Saverne (Francia) usando levadura de champán.

## El Grupo Karlsberg
El Grupo Karlsberg es también el propietario y distribuidor de otras marcas de cerveza y sus fábricas, como la alemana Königsbacher (en Coblenza) y la fábrica francesa Brasserie de Saverne (adquirida en 1993). También son propiedad del grupo los fabricantes de zumos Merziger, Klindworth y Niehoffs Vaihinger. En el año 2001 Karlsberg adquirió la participación mayoritaria de Mineralbrunnen Überkingen-Teinach compañía que pertenecía a Nestlé, en la que se incluyen Afri-Cola y las marcas de agua mineral Staatlich Fachingen y Hirschquelle de la Selva Negra. Las bebidas no alcohólicas suponen más del 50% del negocio de la compañía (691 millones de Euros en el año fiscal 2004/05).